# Shoals
Shoals è un comune degli Stati Uniti d'America, situato nello Stato dell'Indiana, nella contea di Martin, della quale è il capoluogo.